# Scherma ai Giochi della XVI Olimpiade - Fioretto a squadre maschile
La competizione del fioretto a squadre maschile  di scherma ai Giochi della XVI Olimpiade si tenne il giorno 23 novembre 1956 al Royal Exhibition Building di Melbourne.

## Risultati

### 1º Turno
Tre gruppi, le prime due squadre classificate accedevano alle semifinali.

#### Gruppo A
Classifica
| Pos. | Nazione          | Vittorie | VI | SI | Incontri           | Incontri                    | Incontri          | Incontri |
| Pos. | Nazione          | Vittorie | VI | SI | Francia (bandiera) | Unione Sovietica (bandiera) | Belgio (bandiera) |          |
| ---- | ---------------- | -------- | -- | -- | ------------------ | --------------------------- | ----------------- | -------- |
| 1    | Francia          | 1        | 17 | 13 | X                  | 7-9                         | 10-4              |          |
| 2    | Unione Sovietica | 1        | 16 | 16 | 9-7                | X                           | 7-9               |          |
| 3    | Belgio           | 1        | 13 | 17 | 4-10               | 9-7                         | X                 |          |

Incontri
| Atleti (Vittorie individuali)                                                            | Nazione                     | VT | VT | Nazione                     | Atleti (Vittorie individuali)                                                            |
| ---------------------------------------------------------------------------------------- | --------------------------- | -- | -- | --------------------------- | ---------------------------------------------------------------------------------------- |
| Ghislain Delaunois (3), Marcel Van Der Auwera (3) André Verhalle (2), Jacques Debeur (1) | Belgio (bandiera)           | 9  | 7  | Unione Sovietica (bandiera) | Jurij Rudov (2), Iuri Osip'ovi (2) Mark Midler (2), Aleksandr Ovsyankin (1)              |
| Jurij Rudov (3), Mark Midler (2) Iuri Osip'ovi (2), Viktor Ždanovič (2)                  | Unione Sovietica (bandiera) | 9  | 7  | Francia (bandiera)          | Bernard Baudoux (0), René Coicaud (3) Claude Netter (2), Roger Closset (2)               |
| Christian d'Oriola (3), Jacques Lataste (3) René Coicaud (2), Claude Netter (2)          | Francia (bandiera)          | 10 | 4  | Belgio (bandiera)           | Ghislain Delaunois (2), Jacques Debeur (1) Marcel Van Der Auwera (1), André Verhalle (0) |

#### Gruppo B
Classifica
| Pos. | Nazione       | Vittorie | VI | SI | Incontri                 | Incontri          | Incontri            | Incontri |
| Pos. | Nazione       | Vittorie | VI | SI | Gran Bretagna (bandiera) | Italia (bandiera) | Colombia (bandiera) |          |
| ---- | ------------- | -------- | -- | -- | ------------------------ | ----------------- | ------------------- | -------- |
| 1    | Gran Bretagna | 1        | 15 | 1  | X                        | ND                | 15-1                |          |
| 2    | Italia        | 1        | 9  | 0  | ND                       | X                 | 9-0                 |          |
| 3    | Colombia      | 0        | 1  | 24 | 1-15                     | 0-9               | X                   |          |

Incontri
| Atleti (Vittorie individuali)                                                           | Nazione                  | VT | VT | Nazione             | Atleti (Vittorie individuali)                                                  |
| --------------------------------------------------------------------------------------- | ------------------------ | -- | -- | ------------------- | ------------------------------------------------------------------------------ |
| René Paul (4), Bill Hoskyns (4) Raymond Paul (3), Allan Jay (4)                         | Gran Bretagna (bandiera) | 15 | 1  | Colombia (bandiera) | Pablo Uribe (1), Emilio Echeverry (0) Gabriel Blando (0), Emiliano Camargo (0) |
| Vittorio Lucarelli (3), Luigi Carpaneda (2) Manlio Di Rosa (2), Giancarlo Bergamini (2) | Italia (bandiera)        | 9  | 0  | Colombia (bandiera) | Pablo Uribe (0), Emilio Echeverry (0) Gabriel Blando (0), Emiliano Camargo (0) |

#### Gruppo C
Classifica
| Pos. | Nazione     | Vittorie | VI | SI | Incontri               | Incontri            | Incontri             | Incontri |
| Pos. | Nazione     | Vittorie | VI | SI | Stati Uniti (bandiera) | Ungheria (bandiera) | Australia (bandiera) |          |
| ---- | ----------- | -------- | -- | -- | ---------------------- | ------------------- | -------------------- | -------- |
| 1    | Stati Uniti | 1        | 13 | 3  | X                      | ND                  | 13-3                 |          |
| 2    | Ungheria    | 1        | 8  | 8  | ND                     | X                   | 8-8                  |          |
| 3    | Australia   | 0        | 11 | 21 | 3-13                   | 8-8                 | X                    |          |

Incontri
| Atleti (Vittorie individuali)                                                | Nazione                | VT     | VT     | Nazione              | Atleti (Vittorie individuali)                                             |
| ---------------------------------------------------------------------------- | ---------------------- | ------ | ------ | -------------------- | ------------------------------------------------------------------------- |
| Daniel Bukantz (4), Albert Axelrod (4) Skip Shurtz (3), Harold Goldsmith (2) | Stati Uniti (bandiera) | 13     | 3      | Australia (bandiera) | Ray Buckingham (1), Brian McCowage (1) Rod Steele (0), David McKenzie (1) |
| Lajos Somodi (3), József Gyuricza (2) Endre Tilli (2), József Marosi (1)     | Ungheria (bandiera)    | 8 (65) | 8 (57) | Australia (bandiera) | Brian McCowage (3), Michael Sichel (3) Tom Cross (2), David McKenzie (0)  |

### Semifinali

#### Gruppo A
Due gruppi, le prime due squadre classificate accedevano al girone finale.
Classifica
| Pos. | Nazione       | Vittorie | VI | SI | Incontri          | Incontri               | Incontri                 | Incontri |
| Pos. | Nazione       | Vittorie | VI | SI | Italia (bandiera) | Stati Uniti (bandiera) | Gran Bretagna (bandiera) |          |
| ---- | ------------- | -------- | -- | -- | ----------------- | ---------------------- | ------------------------ | -------- |
| 1    | Italia        | 1        | 16 | 12 | X                 | 8-4                    | 8-8                      |          |
| 2    | Stati Uniti   | 1        | 13 | 15 | 4-8               | X                      | 9-7                      |          |
| 3    | Gran Bretagna | 0        | 15 | 17 | 8-8               | 7-9                    | X                        |          |

Incontri
| Atleti (Vittorie individuali)                                                               | Nazione                | VT     | VT     | Nazione                  | Atleti (Vittorie individuali)                                          |
| ------------------------------------------------------------------------------------------- | ---------------------- | ------ | ------ | ------------------------ | ---------------------------------------------------------------------- |
| Harold Goldsmith (3), Daniel Bukantz (2) Albert Axelrod (2), Skip Shurtz (2)                | Stati Uniti (bandiera) | 9      | 7      | Gran Bretagna (bandiera) | René Paul (2), Allan Jay (3) Bill Hoskyns (2), Raymond Paul (0)        |
| Giancarlo Bergamini (3), Luigi Carpaneda (2) Antonio Spallino (2), Edoardo Mangiarotti (1)  | Italia (bandiera)      | 8 (56) | 8 (56) | Gran Bretagna (bandiera) | Allan Jay (3), Ralph Cooperman (2) Bill Hoskyns (2), René Paul (1)     |
| Vittorio Lucarelli (3), Edoardo Mangiarotti (2) Giancarlo Bergamini (2), Manlio Di Rosa (1) | Italia (bandiera)      | 8      | 4      | Stati Uniti (bandiera)   | Albert Axelrod (3), Byron Krieger (1) Nate Lubell (0), Skip Shurtz (0) |

#### Gruppo B
Classifica
| Pos. | Nazione          | Vittorie | VI | SI | Incontri            | Incontri           | Incontri                    | Incontri |
| Pos. | Nazione          | Vittorie | VI | SI | Ungheria (bandiera) | Francia (bandiera) | Unione Sovietica (bandiera) |          |
| ---- | ---------------- | -------- | -- | -- | ------------------- | ------------------ | --------------------------- | -------- |
| 1    | Ungheria         | 1        | 11 | 5  | X                   | ND                 | 11-5                        |          |
| 2    | Francia          | 1        | 9  | 4  | ND                  | X                  | 9-4                         |          |
| 3    | Unione Sovietica | 0        | 9  | 20 | 5-11                | 4-9                | X                           |          |

Incontri
| Atleti (Vittorie individuali)                                                    | Nazione             | VT | VT | Nazione                     | Atleti (Vittorie individuali)                                           |
| -------------------------------------------------------------------------------- | ------------------- | -- | -- | --------------------------- | ----------------------------------------------------------------------- |
| Mihály Fülöp (4), József Gyuricza (4) József Sákovics (2), Lajos Somodi (1)      | Ungheria (bandiera) | 11 | 5  | Unione Sovietica (bandiera) | Jurij Rudov (0), Mark Midler (2) Iuri Osip'ovi (2), Viktor Ždanovič (1) |
| Claude Netter (3), Christian d'Oriola (3) Jacques Lataste (2), Roger Closset (1) | Francia (bandiera)  | 9  | 4  | Unione Sovietica (bandiera) | Yury Ivanov (1), Iuri Osip'ovi (1) Mark Midler (2), Viktor Ždanovič (0) |

### Girone Finale
Classifica
| Pos.    | Nazione     | Vittorie | VI | SI | Incontri          | Incontri           | Incontri            | Incontri               |
| Pos.    | Nazione     | Vittorie | VI | SI | Italia (bandiera) | Francia (bandiera) | Ungheria (bandiera) | Stati Uniti (bandiera) |
| ------- | ----------- | -------- | -- | -- | ----------------- | ------------------ | ------------------- | ---------------------- |
| Oro     | Italia      | 3        | 26 | 22 | X                 | 9-7                | 8-8                 | 9-7                    |
| Argento | Francia     | 2        | 28 | 20 | 7-9               | X                  | 11-5                | 10-6                   |
| Bronzo  | Ungheria    | 1        | 22 | 24 | 8-8               | 5-11               | X                   | 9-5                    |
| 4       | Stati Uniti | 0        | 18 | 28 | 7-9               | 6-10               | 5-9                 | X                      |

Incontri
| Atleti (Vittorie individuali)                                                               | Nazione             | VT     | VT     | Nazione                | Atleti (Vittorie individuali)                                                      |
| ------------------------------------------------------------------------------------------- | ------------------- | ------ | ------ | ---------------------- | ---------------------------------------------------------------------------------- |
| Bernard Baudoux (3), Christian d'Oriola (3) Jacques Lataste (3), René Coicaud (1)           | Francia (bandiera)  | 10     | 6      | Stati Uniti (bandiera) | Albert Axelrod (2), Daniel Bukantz (2) Harold Goldsmith (1), Byron Krieger (1)     |
| Edoardo Mangiarotti (3), Antonio Spallino (3) Giancarlo Bergamini (1), Luigi Carpaneda (1)  | Italia (bandiera)   | 8 (63) | 8 (59) | Ungheria (bandiera)    | József Sákovics (3), Lajos Somodi (2) József Gyuricza (2), Mihály Fülöp (1)        |
| Edoardo Mangiarotti (3), Vittorio Lucarelli (2) Manlio Di Rosa (2), Giancarlo Bergamini (2) | Italia (bandiera)   | 9      | 7      | Stati Uniti (bandiera) | Albert Axelrod (3), Daniel Bukantz (2) Harold Goldsmith (1), Byron Krieger (1)     |
| Claude Netter (4), Christian d'Oriola (3) Roger Closset (2), Jacques Lataste (2)            | Francia (bandiera)  | 11     | 5      | Ungheria (bandiera)    | József Gyuricza (2), József Sákovics (1) Endre Tilli (1), Mihály Fülöp (1)         |
| József Marosi (4), Mihály Fülöp (2) József Gyuricza (2), Lajos Somodi (1)                   | Ungheria (bandiera) | 9      | 5      | Stati Uniti (bandiera) | Skip Shurtz (2), Albert Axelrod (1) Harold Goldsmith (1), Nate Lubell (1)          |
| Edoardo Mangiarotti (3), Giancarlo Bergamini (3) Antonio Spallino (2), Luigi Carpaneda (1)  | Italia (bandiera)   | 9      | 7      | Francia (bandiera)     | Christian d'Oriola (4), Bernard Baudoux (1) Claude Netter (1), Jacques Lataste (1) |